# Ajde Jano
Ajde Jano je srpska starogradska pesma. Odlikuje je klasičan ritam od 7/8. 
Mnogi poznati domaći i strani autori su je uvrstili u svoj redovan muzički program, na primer Aleksandar Šišić, Nenad Vasilić, Nataša Atlas, Talita Makenzi, Najdžel Kenedi ali i klezmer sastavi kao što je Kroke (The Cracow Klezmer Band)
Na zatvaranju festivala Egzit 2010. američka grupa Faith No More je izvela ovu pesmu
U Srbiji su je snimile Vasilija Radojčić (1978), Zorica Brunclik (1978) i Indira Radić (2008).